# اتصالنا
اتصالنا عبر العراق هي شركة اتصالات عراقية وطنية لخدمات الاتصالات اللاسلكية الثابتة وخدمات الانترنت. اتصالنا عبرالعراق تقدم تقنية ذات جودة عالية في مجال شبكة الاتصالات اللاسلكية الثابتة (Wireless Local Loop)اعتمادا على أحدث تقنيات الجيل الثالث، (CDMA2000-EVDO Rev A)حيث تقدم أفضل خدمات التواصل الصوتي والمعلوماتي ذات النفع الدائم للمستخدم سواء في المنزل أو في مكان العمل، حيث يمكنه الاستفادة من كافة مزايا هذا النظام والتي تشمل المكالمات الهاتفية، استخدام الإنترنت،الرسائل القصيرة، البريد الصوتي، بالإضافة إلى العديد من الخدمات الأخرى المتاحة على هذا النظام.
تطمح إتصالنا عبر العراق إلى تحقيق قفزة نوعية في مجال الاتصالات من خلال توفير خدمات واسعة ومتعددة للأفراد والمجتمع في ظل استخدام أحدث التقنيات، والذي بدوره ينعكس ايجابا على الاستقرار الاجتماعي ورفع المستوى الاقتصادي.

## خدمات اتصالنا
1. خدمة الصوت

1. خدمة الرسائل

1. خدمة الإنترنت

## أنواع اجهزة اتصالنا
أجهزة اتصالنا:

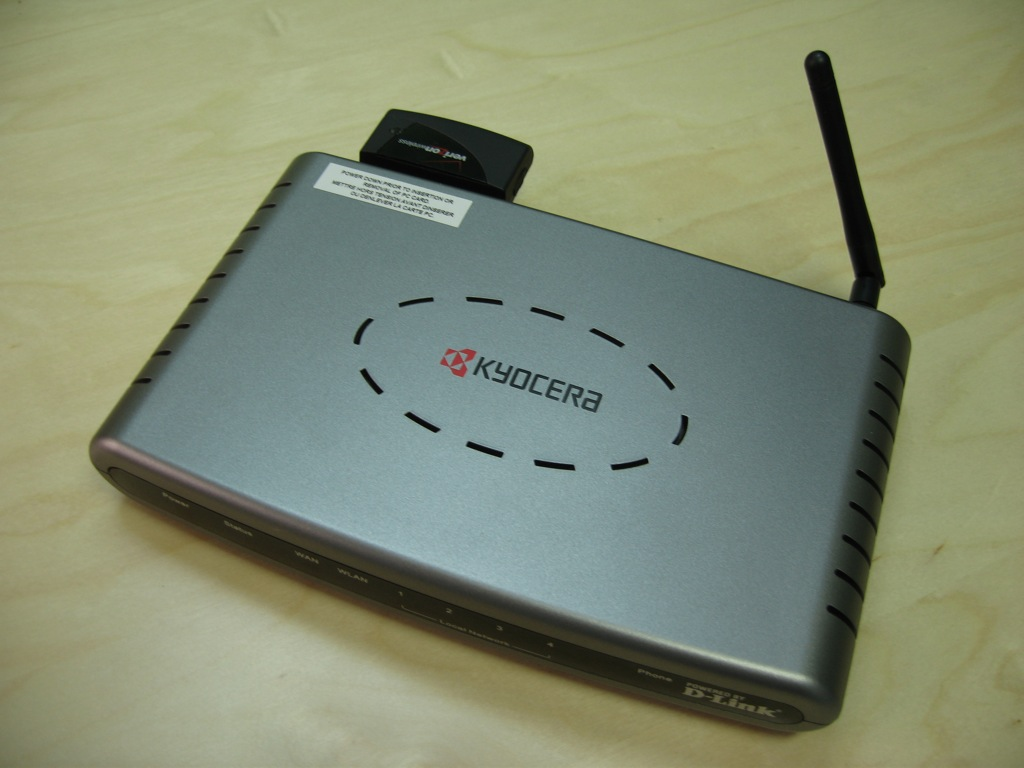
راوتر كيوسيرا افيدو

1. جهاز ماي فاي: جهاز محمول صغير الحجم وخفيف الوزن يتيح لك تصفح ومشاركة الإنترنت لعدة مستخدمين بسرعة تصل إلى 3.1 ميجابت/ثانية
2. مودم الإنترنت (1X، EVDO) يمكنه استلام الرسائل النصية
3. الهاتف الثابت (عدة أنواع متطورة والتي تسمح باستلام مكالمات صوتية تدعم شبكة CDMA 1x ورسائل نصية، إنترنت)
4. الهاتف المتحرك (عدة أنواع متطورة منها يحتوي على خدمة الأنترنت وكامرة ومميزات أخرى وبأسعار تنافسية وبمتناول الجميع)
عروض اتصالنا
1. عروض الأنترنت EVDO: اقوى عروض الأنترنت وبسرعات عالية تصل إلى 3.1 ميجابت/ثانية
2. عرض سولف براحتك: مكالمات ورسائل مجانية داخل الشبكة مع 200 دقيقة مجانية لباقي الشبكات المحلية شهريآ
3. عرض خفيف عالجيب: مكالمات ورسائل مجانية داخل الشبكة مع 400 دقيقة مجانية لباقي الشبكات المحلية شهريآ
4. عرض اهلنا الطيبين: مكالمات ورسائل مجانية داخل الشبكة مع 100 دقيقة مجانية لباقي الشبكات المحلية شهريآ (خاص لمحافظات الفرات الأوسط والجنوب)
5. عرض المكالمات الدولية: مكالمات دولية تبدأ من 65 دينار/دقيقة فقط
6. عرض الاشتراك السنوي: جهاز موبايل مع مكالمات ورسائل مجانية ضمن الشبكة طول السنة
7. عرض الإنترنت الأقتصادي: إنترنت ببساطة وبأفضل الأسعار إذا كنت تبحث عن إنترنت يلبي احتياجاتك اليومية
8. باقات ارخصلك:-
- ارخصلك 10,000 (خاص بمحافظات الجنوب والفرات الأوسط وديالى) أشحن بـ 10,000 دينار واحصل على المميزات التالية:

- سولف بـقيمة 25,000 دينار على باقي الشبكات المحلية.
- مكالماتك إبّلاش على اتصالنا وكلمات وفانوس وامنية ونوروز.
- رسائل إبلاش على اتصالنا.
- صلاحية 30 يوم.
- ارخصلك 12,000 اشحن بـ 12,000 دينار واحصل على المميزات التالية:

- سولف بـقيمة 35,000 دينار على باقي الشبكات المحلية.
- مكالماتك إبّلاش على اتصالنا وكلمات وفانوس وامنية ونوروز.
- رسائل إبلاش على اتصالنا.
- صلاحية 30 يوم.
- ارخصلك 15.000 اشحن بـ 15,000 دينار واحصل على المميزات التالية:

- سولف بـقيمة 50,000 دينار على باقي الشبكات المحلية.
- مكالماتك إبّلاش على اتصالنا وكلمات وفانوس وامنية ونوروز.
- رسائل إبلاش على اتصالنا.
- صلاحية 30 يوم.
- ارخصلك 25,000 اشحن بـ 25,000 دينار واحصل على المميزات التالية:

- سولف بـقيمة 100,000 دينار على باقي الشبكات المحلية.
- مكالماتك إبّلاش على اتصالنا وكلمات وفانوس وامنية ونوروز.
- رسائل إبلاش على اتصالنا.
- صلاحية 60 يوم.